# Voïvodie de Łódź
Ne doit pas être confondu avec Voïvodie de Łódź (1919-1939) ou Voïvodie de Łódź (1975-1998).
Pour les articles homonymes, voir Łódź (homonymie).
La Voïvodie de Łódź (en polonais : Województwo łódzkie) est une des 16 régions administratives (voïvodies) de la Pologne. Łódź est le chef-lieu de la voïvodie.
Elle se divise en 24 districts (powiaty) dont 3 villes possédant des droits de district, et 177 communes. Le nom de la voïvodie fait référence à la ville la plus importante de la région.
La voïvodie est située dans le centre-sud de la Pologne.

## Histoire
La voïvodie fut créée le 1er janvier 1999 des anciennes voïvodies de Łódź, Sieradz, Piotrków Trybunalski, Skierniewice et d’une partie de l’ancienne voïvodie de Płock, à la suite d'une loi de 1998 réorganisant le découpage administratif du pays.

## Géographie
|                            | Voïvodie de Couïavie-Poméranie | Voïvodie de Mazovie      |
| Voïvodie de Grande-Pologne | Łódź                           |                          |
| Voïvodie d'Opole           | Voïvodie de Silésie            | Voïvodie de Sainte-Croix |

### Plus grandes villes
| Ville                | Nombre d'habitants (30 juin 2014) | Superficie [km2] |
| -------------------- | --------------------------------- | ---------------- |
| Łódź                 | 708 554                           | 293,25           |
| Piotrków Trybunalski | 75 732                            | 67,24            |
| Pabianice            | 67 462                            | 32,99            |
| Tomaszów Mazowiecki  | 64 712                            | 41,3             |
| Bełchatów            | 59 469                            | 34,64            |
| Zgierz               | 57 458                            | 42,33            |
| Skierniewice         | 48 693                            | 36,08            |
| Radomsko             | 47 560                            | 51,43            |
| Kutno                | 45 523                            | 33,59            |
| Zduńska Wola         | 43 430                            | 24,57            |
| Sieradz              | 43 195                            | 51,22            |
| Łowicz               | 29 280                            | 23,42            |
| Wieluń               | 23 451                            | 16,87            |
| Opoczno              | 22 100                            | 24,75            |
| Aleksandrów Łódzki   | 21 257                            | 13,82            |
| Ozorków              | 20 136                            | 15,46            |

## Politique
| Parti                                   | 2002 | 2006 | 2010 | 2014 | 2018 | 2024 |
| --------------------------------------- | ---- | ---- | ---- | ---- | ---- | ---- |
| Alliance de la gauche démocratique      | 12   | 4    | 6    | 1    | 4    | 1    |
| Autodéfense de la république de Pologne | 10   | 4    |      |      |      |      |
| Parti paysan polonais                   | 6    | 6    | 7    | 10   |      |      |
| Troisième voie                          |      |      |      |      |      | 4    |
| Ligue des familles polonaises           | 6    |      |      |      |      |      |
| Plate-forme civique                     | 2    | 10   | 13   | 10   | 12   | 12   |
| Droit et justice                        | 2    | 12   | 10   | 12   | 17   | 16   |

### Gouverneurs
| Début mandat | Fin mandat | Nom du gouverneur     |
| ------------ | ---------- | --------------------- |
| 1999         | 2001       | Waldemar Matusewicz   |
| 2001         | 2004       | Mieczysław Teodorczyk |
| 2004         | 2006       | Stanisław Witaszczyk  |
| 2006         | 2010       | Włodzimierz Fisiak    |
| 2010         | ?          | Witold Stępień        |

### Divisions administratives

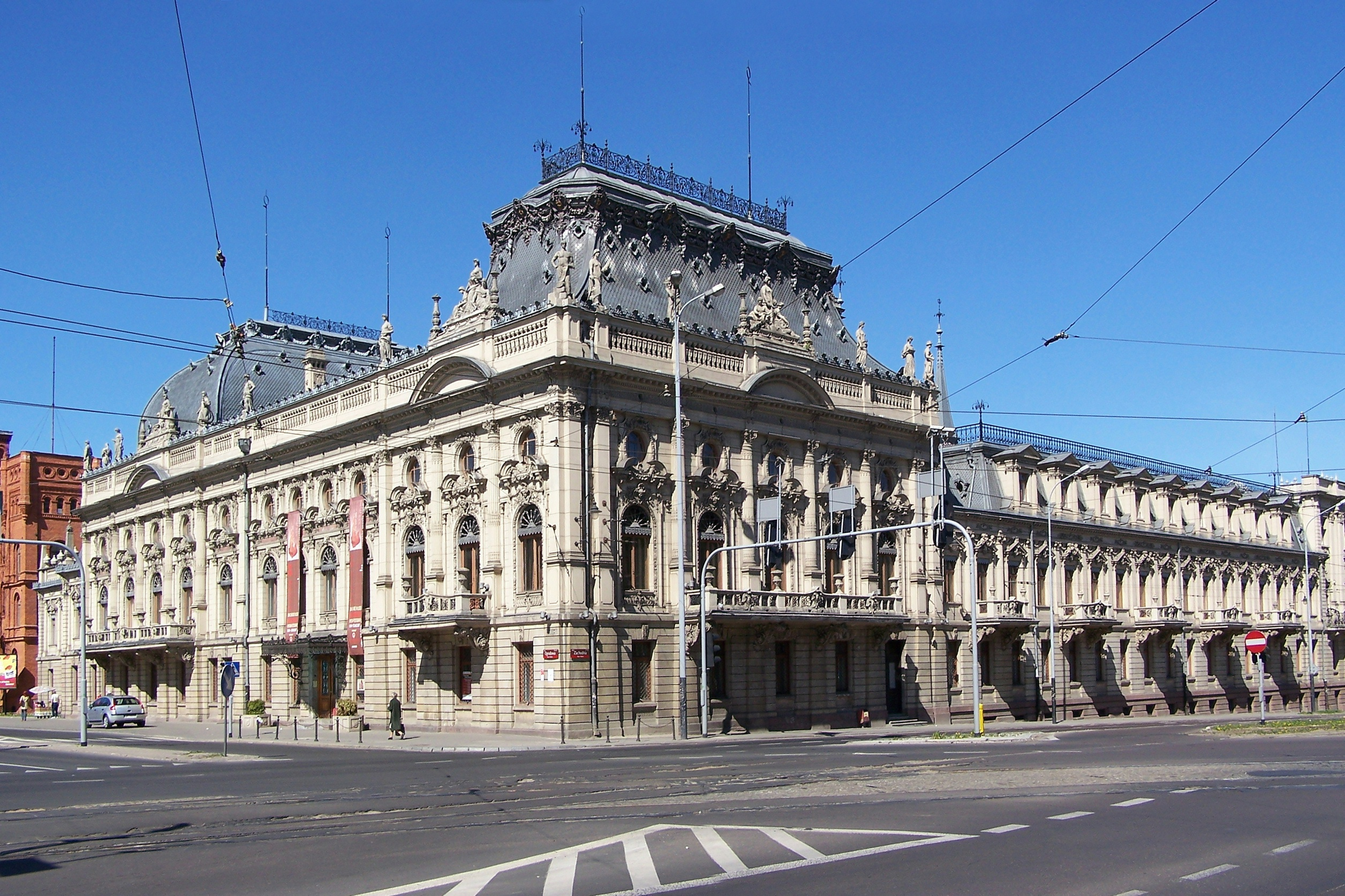
Łódź.

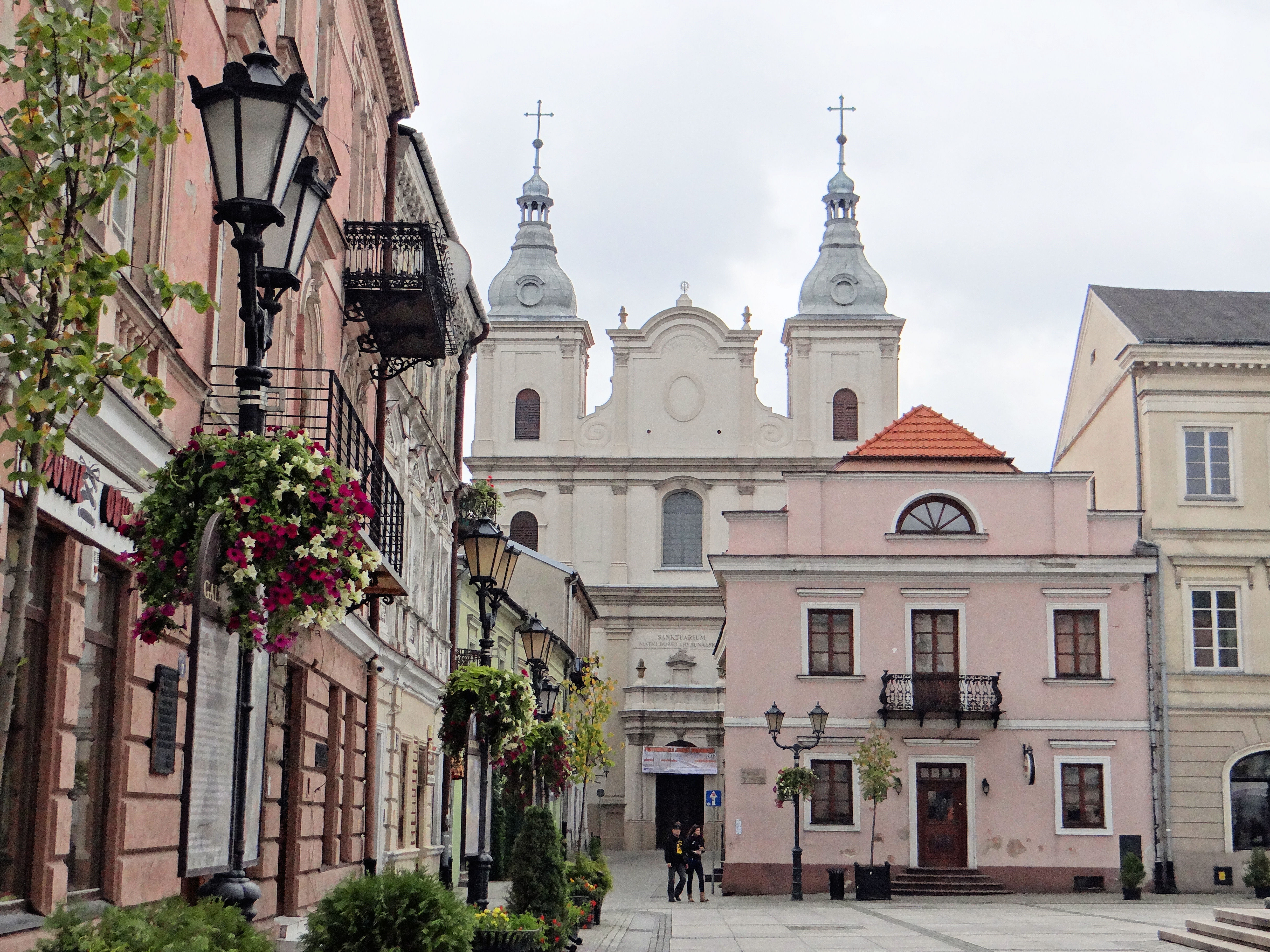
Piotrków Trybunalski.

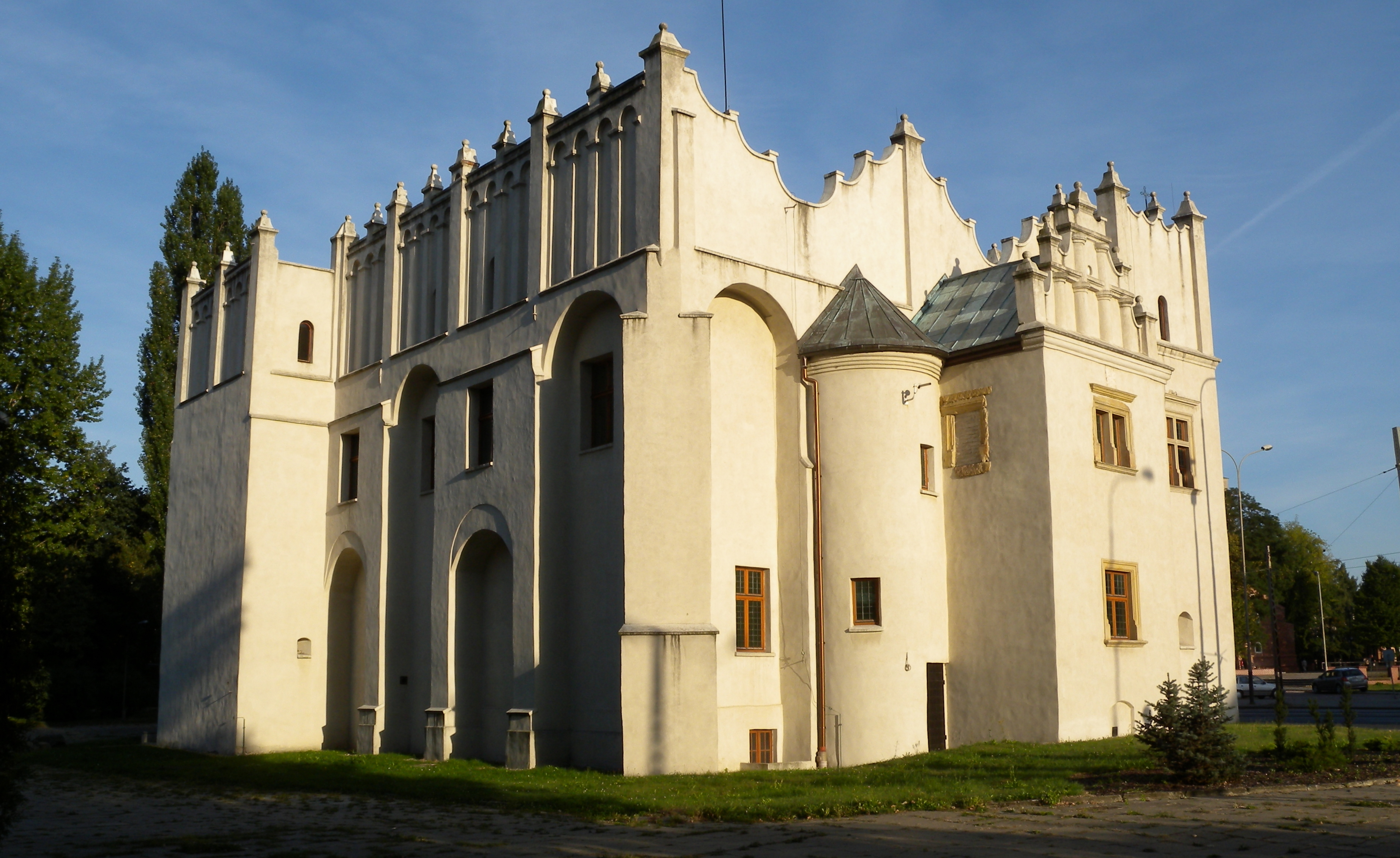
Pabianice.

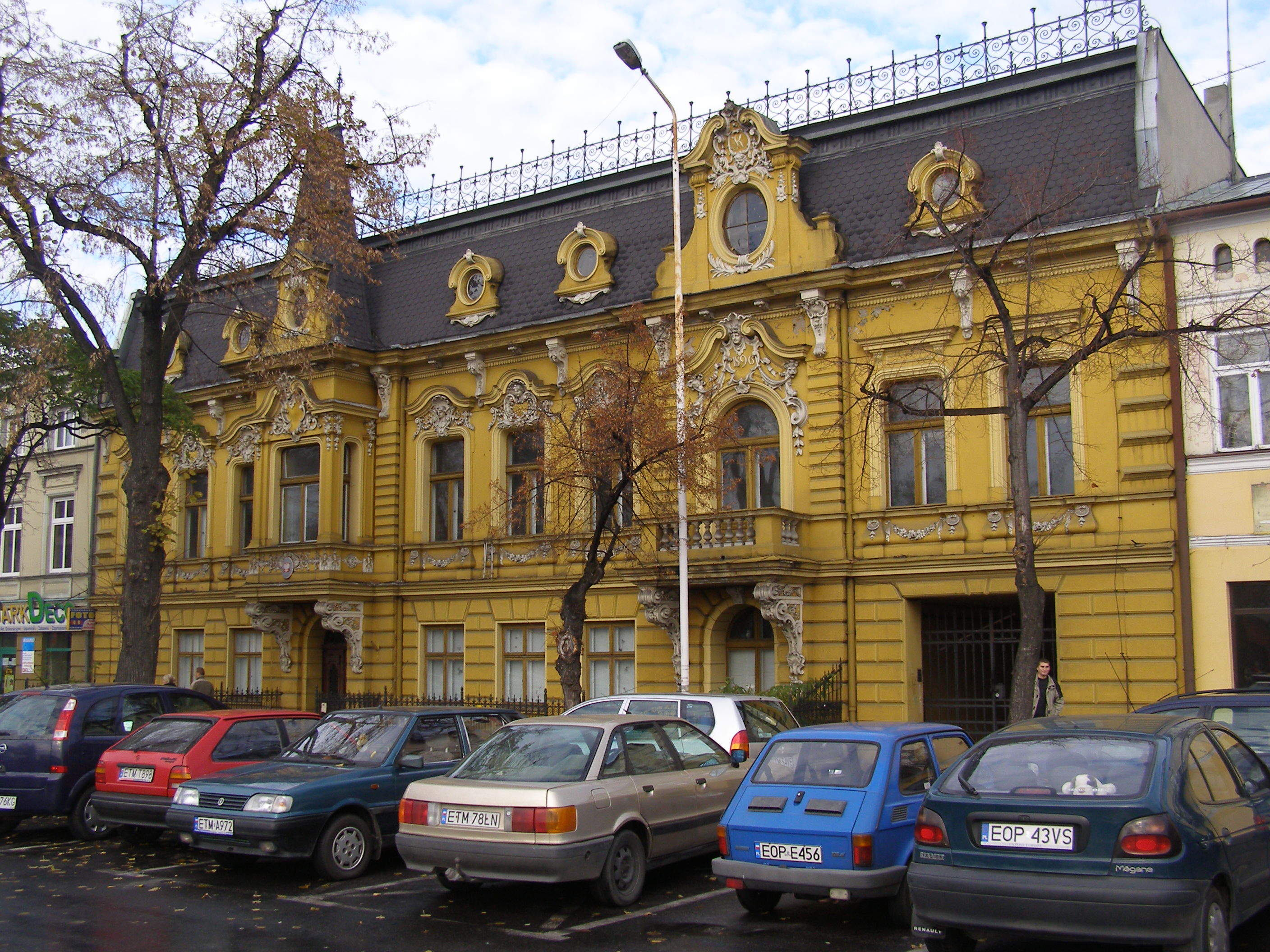
Tomaszów Mazowiecki.

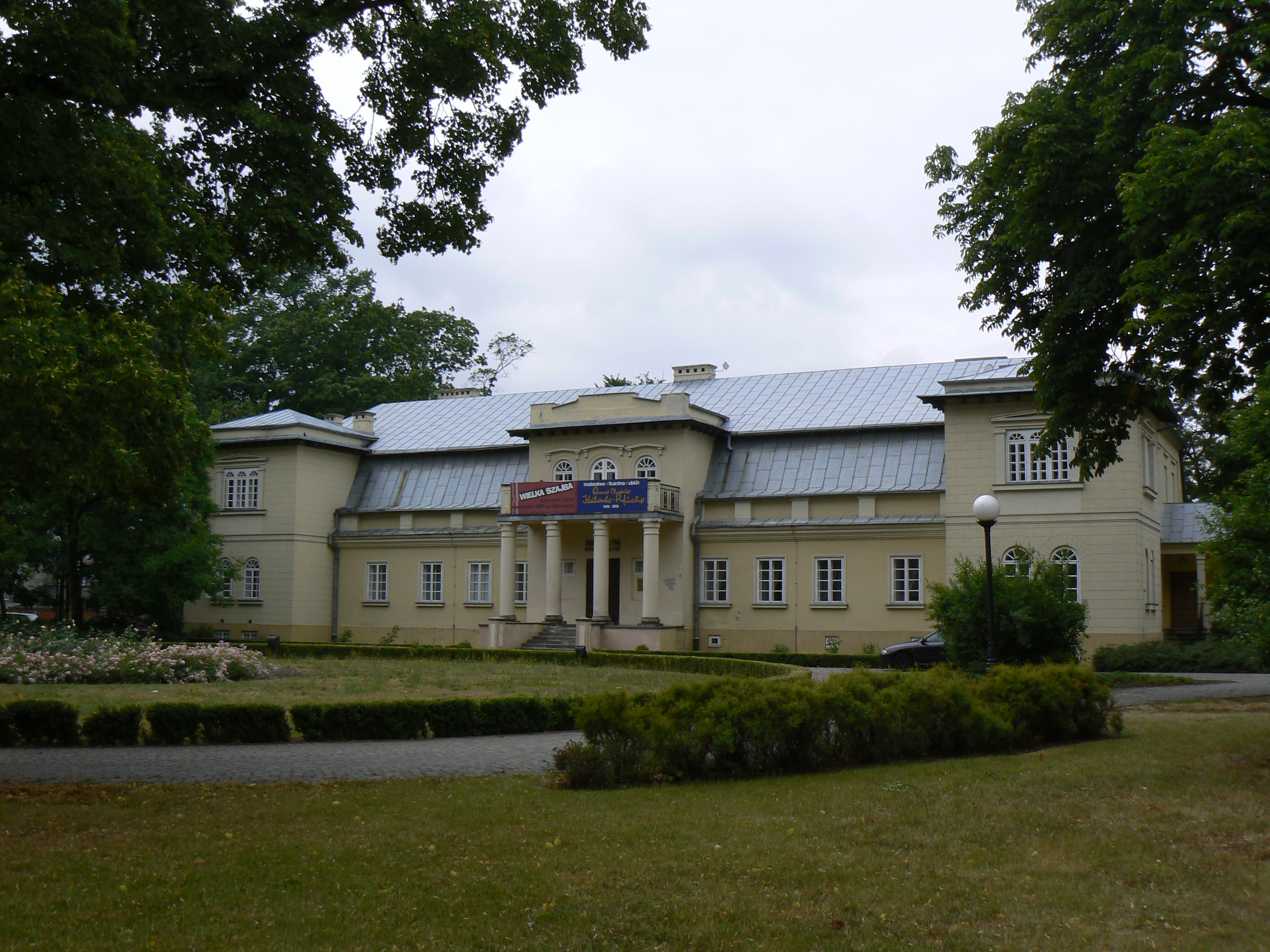
Bełchatów.

La Voïvodie de Łódź est divisée en 24 districts (powiaty): trois villes-districts et 21 districts ruraux. Ceux-ci sont répartis dans 177 communes (gminy)
Les districts sont répertoriés dans le tableau ci-dessous (classés par ordre décroissant de la population).
| Nom et Nom polonais                                   | Superficie (km2) | Population (2006) | Siège administratif    | Autres villes                                | Total de gminy |
| ----------------------------------------------------- | ---------------- | ----------------- | ---------------------- | -------------------------------------------- | -------------- |
| Ville-powiat                                          |                  |                   |                        |                                              |                |
| Łódź                                                  | 293              | 764 168           |                        |                                              | 1              |
| Piotrków Trybunalski                                  | 67               | 79 367            |                        |                                              | 1              |
| Skierniewice                                          | 33               | 48 761            |                        |                                              | 1              |
| Districts                                             |                  |                   |                        |                                              |                |
| Powiat de Zgierz powiat zgierski                      | 854              | 160 805           | Zgierz                 | Ozorków, Aleksandrów Łódzki, Głowno, Stryków | 9              |
| Powiat de Sieradz powiat sieradzki                    | 1 491            | 121 013           | Sieradz                | Złoczew, Warta, Błaszki                      | 11             |
| Powiat de Tomaszów Mazowiecki powiat tomaszowski      | 1 026            | 120 973           | Tomaszów Mazowiecki    |                                              | 11             |
| Powiat de Pabianice powiat pabianicki                 | 491              | 119 008           | Pabianice              | Konstantynów Łódzki                          | 7              |
| Powiat de Radomsko powiat radomszczański              | 1 443            | 118,856           | Radomsko               | Przedbórz, Kamieńsk                          | 14             |
| Powiat de Bełchatów powiat bełchatowski               | 969              | 112 640           | Bełchatów              | Zelów                                        | 8              |
| Powiat de Kutno powiat kutnowski                      | 886              | 104 124           | Kutno                  | Żychlin, Krośniewice                         | 11             |
| Powiat de Piotrków powiat piotrkowski                 | 1 429            | 90 227            | Piotrków Trybunalski * | Sulejów, Wolbórz                             | 11             |
| Powiat de Łowicz powiat łowicki                       | 987              | 82 338            | Łowicz                 |                                              | 10             |
| Powiat d'Opoczno powiat opoczyński                    | 1 039            | 78 659            | Opoczno                | Drzewica                                     | 8              |
| Powiat de Wieluń powiat wieluński                     | 928              | 78 260            | Wieluń                 |                                              | 10             |
| Powiat de Zduńska Wola powiat zduńskowolski           | 369              | 67 704            | Zduńska Wola           | Szadek                                       | 4              |
| Powiat de Łódź-est powiat łódzki wschodni             | 499              | 64 574            | Łódź *                 | Koluszki, Tuszyn, Rzgów                      | 6              |
| Powiat de Łęczyca powiat łęczycki                     | 774              | 53 435            | Łęczyca                |                                              | 8              |
| Powiat de Pajęczno powiat pajęczański                 | 804              | 53 395            | Pajęczno               | Działoszyn                                   | 8              |
| Powiat de Łask powiat łaski                           | 617              | 50 874            | Łask                   |                                              | 5              |
| Powiat de Rawa powiat rawski                          | 647              | 49,443            | Rawa Mazowiecka        | Biała Rawska                                 | 6              |
| Powiat de Wieruszów powiat wieruszowski               | 576              | 42 336            | Wieruszów              |                                              | 7              |
| Powiat de Poddębice powiat poddębicki                 | 881              | 42 195            | Poddębice              | Uniejów                                      | 6              |
| Powiat de Skierniewice powiat skierniewicki           | 756              | 37 779            | Skierniewice *         |                                              | 9              |
| Powiat de Brzeziny powiat brzeziński                  | 359              | 30 600            | Brzeziny               |                                              | 5              |
| * Le siège ne fait pas partie du territoire du powiat |                  |                   |                        |                                              |                |

## Démographie
Données du 30 juin 2014 :
| Description        | Total     | Total | Femmes    | Femmes | Hommes    | Hommes |
| ------------------ | --------- | ----- | --------- | ------ | --------- | ------ |
| Unité              | Nombre    | %     | Nombre    | %      | Nombre    | %      |
| Population         | 2 508 464 | 100   | 1 312 958 | 52     | 1 195 506 | 48     |
| Densité (hab. km2) | 138       | 138   | 72        | 72     | 66        | 66     |

## Économie
Les principaux secteurs d'activité de la Voïvodie de Łódź sont le textile, l'agro-alimentaire, la chimie, l'industrie du verre et de la céramique, la production de ciment et d'énergie, l'électromécanique.

## Aires protégées
La voïvodie de Łódź possède sept zones protégées :
- parc naturel de Bolimów (en) (partagé avec la voïvodie de Mazovie) ;
- parc naturel des collines de Łódź (en) ;
- parc naturel de Przedbórz (en) (partagé avec la voïvodie de Sainte-Croix) ;
- parc naturel de Spała (en) ;
- parc naturel de Sulejów (en) ;
- parc naturel de Warta-Widawka (en) ;
- parc paysager de Załęcze (partagé avec la voïvodie de Silésie).

## Noms de famille les plus fréquents
- 1. Nowak : 15 460
- 2. Kowalski : 15 005
- 3. Kowalczyk : 13 121